# Imelechol
Imelechol est un village des Palaos situé au centre-ouest de l'État de Peleliu.

## Toponymie
Le village est également appelé A Imelogel, Babelthuap, Emeleol et Imeleol.

## Géographie
Le village est situé au nord de Kloulklubed sur l'île de Peleliu, au sud-est de l'Amangial Ridge. Il fait face au Roischemiangel et se trouve proche de la plage de Imelechol (Elechol ra Imelechol).

## Sources